# Rhynchactis macrothrix
Rhynchactis macrothrix es una especie de pez del género Rhynchactis.

## Descripción
Es una especie marina batipelágica cuyo rango de profundidad es 300-2000 m, con una longitud máxima registrada de 15,2 cm. Cuenta con 4 radios blandos dorsales y 3 anales. Cuerpo alargado y comprimido, prácticamente sin escamas. La cabeza es diminuta y el hocico truncado, con 11-20 filamentos secundarios. La mandíbula inferior no cuenta con dientes; a las hembras se les deterioran los dientes después de la metamorfosis. Además cuenta con una especie de vara en la punta conformada por órganos luminosos que le permite atraer a sus presas.

## Distribución y hábitat
Ampliamente distribuida en los océanos Atlántico e Indo-Pacífico occidental. Se encuentra en el noreste de condado de Yilan. Prefiere las zonas o áreas profundas donde hay poca iluminación.